# Karibische Spitzmäuse
Die Karibischen Spitzmäuse (Nesophontidae) sind eine im zweiten Jahrtausend ausgestorbene Säugetierfamilie aus der Ordnung der Insektenfresser (Eulipotyphla). Knochenreste dieser Tiere, vor allem in den Gewöllen von Eulen, wurden auf Kuba, den Kaimaninseln, Hispaniola und Puerto Rico gefunden. Es werden neun Arten unterschieden, die alle in der Gattung Nesophontes eingeordnet werden.

## Beschreibung
Karibische Spitzmäuse erreichten vermutlich eine Körperlänge von fünf bis 15 Zentimetern. Sie besaßen eine lange, biegsame Schnauze, einen langgezogenen, schlanken Kopf, der Schwanz war ebenso lang wie der Körper. 

## Aussterben
Vermutlich starben die Tiere nach der Ankunft der Europäer in der Karibik in der Mitte des 2. Jahrtausends aus. Knochenreste wurden gemeinsam mit Ratten- und Mäuseskeletten gefunden, diese Tiere wurden von den Europäern eingeschleppt. Man vermutet daher, dass die Nahrungskonkurrenz durch die Neozoen wesentlich zum Aussterben der Karibik-Spitzmäuse beitrug, eine weitere Rolle dürften die Waldrodungen und die Umwandlung ihres Lebensraumes in Plantagen gespielt haben. Frische Überreste deuten möglicherweise an, dass manche Arten bis ins 19. oder frühe 20. Jahrhundert überlebt haben könnten.

## Systematik
Die nächsten Verwandten der Karibischen Spitzmäuse sind die Schlitzrüssler, die ihnen ähneln, aber deutlich größer werden, und heute noch auf Kuba und Hispaniola leben. 
Aus Kuba sind die Arten 
- Nesophontes longirostris,
- Nesophontes major,
- Nesophontes micrus,
- Nesophontes submicrus und
- Nesophontes superstes bekannt.

Auf Hispaniola lebten 
- Nesophontes hypomicrus,
- Nesophontes paramicrus und
- Nesophontes zamicrus.

Auf Puerto Rico kam Nesophontes edithae vor, die größte Art der Familie, und auf den Caymaninseln lebte Nesophontes hemicingulus.